# Pittore di Eucharides
Pittore di Eucharides (fl. 500 a. C. / 470 a. C) è stato un ceramografo greco antico.
Né il suo vero nome, né le date della sua nascita e morte sono note. Presumibilmente questo artista fu allievo del Pittore di Nikoxenos.

## Attività
Il nome fu introdotto nel 1911 da John Beazley, uno storico classico dell'Università di Oxford che aveva un interesse speciale per i vasi attici. Attraverso una prima fase di osservazione delle forme dei vasi, della loro taglia e dei motivi, anche dei dettagli più minuti caratterizzanti la mano di ogni singolo artista, seguita dalla riproduzione grafica  mediante ricalchi delle raffigurazioni da trasformare poi in disegni, e stato così possibile, come per molti altri artisti con nomi convenzionali, individuare e quindi attribuire i pezzi dipinti dallo stesso artista (Metodo dell'osservazione sistematica e comparata di Beazley). In questo caso, il soprannome apprezza il ripetuto uso da parte del pittore anonimo di iscrizioni che lodano la bellezza di un giovane ragazzo di nome Eucharides. Un vaso con la scritta in greco antico: καλος Ευχαριδης?, kalos Eucharides ("Eucharides è bello") è diventata la fonte del nome dell'artista.
Il pittore di Eucharides lavorò ad Atene negli anni che vanno dal 500 a.C. circa al 470 a.C. A quel tempo la tecnica della pittura su vaso passò dalle illustrazioni a figure nere a quelle a figure rosse, un processo comunemente attribuito al pittore Andokides. Di conseguenza, sia i vasi a figure nere che quelli a figure rosse sono attribuiti al pittore Eucharides. Le loro forme spaziano da grandi crateri a piccole tazze. Le scene sono state tratte dalla mitologia e dalla vita quotidiana.
Molte delle opere conosciute di questo artista sono state recuperate da tombe etrusche in Italia, fra cui alcuni saccheggiati e recuperati dallo Stato italiano.

### Vasi
Esempi di vasi attici attribuiti al Pittore di Eucharides sono in mostra in tutto il mondo e.g.: 
- Getty Museum, Malibu, California, USA (no. 86.AE.227).[4] (Beazley Archive Database Number 275122)
- Vaticano,  Museo Gregoriano Etrusco (no. H545) (Beazley Archive Vase Number 202267)
- London, British Museum (no. B178).  (Beazley Archive Vase Number 302996).
- Paris, Musée du Louvre. Anfora a figure rosse con Satiro e Menade.[5]
- St. Petersburg, The State Hermitage Museum. (Inv. No. Б. 2604).[6]
- Hamburg, Museum für Kunst und Gewerbe. Anfora da vino a figure rosse.[7]
- Brema, Antikenmuseum im Schnoor/ Sammlung Zimmermann.  Anfora a figure nere.
- Copenaghen, stamnos a figure rosse con donna con uno specchio, un giovane che guarda un cane. Con iscrizione. (Beazley Archive Database Number 202230).